# Isla de San Pantaleón
La Isla de San Pantaleón o Mozia (en italiano: Isola di San Pantaleo; antes Mothia, Motya) es una isla de la laguna de Marsala, en la región de Sicilia, parte del país europeo de Italia. En la isla estaba situada la antigua ciudad fenicia de Motia. La isla se encuentra frente a la costa oeste de Sicilia, entre Isla Grande y el continente, y pertenece a la Fundación Whitaker (Fondazione Whitaker).
La isla se extiende casi cuarenta y cinco hectáreas, muestra una forma casi circular y está situada en el centro de la laguna llamada de Marsala, que desde 1984 está protegida como reserva natural regional de las islas de la laguna de Marsala.